# Dode Zeezout

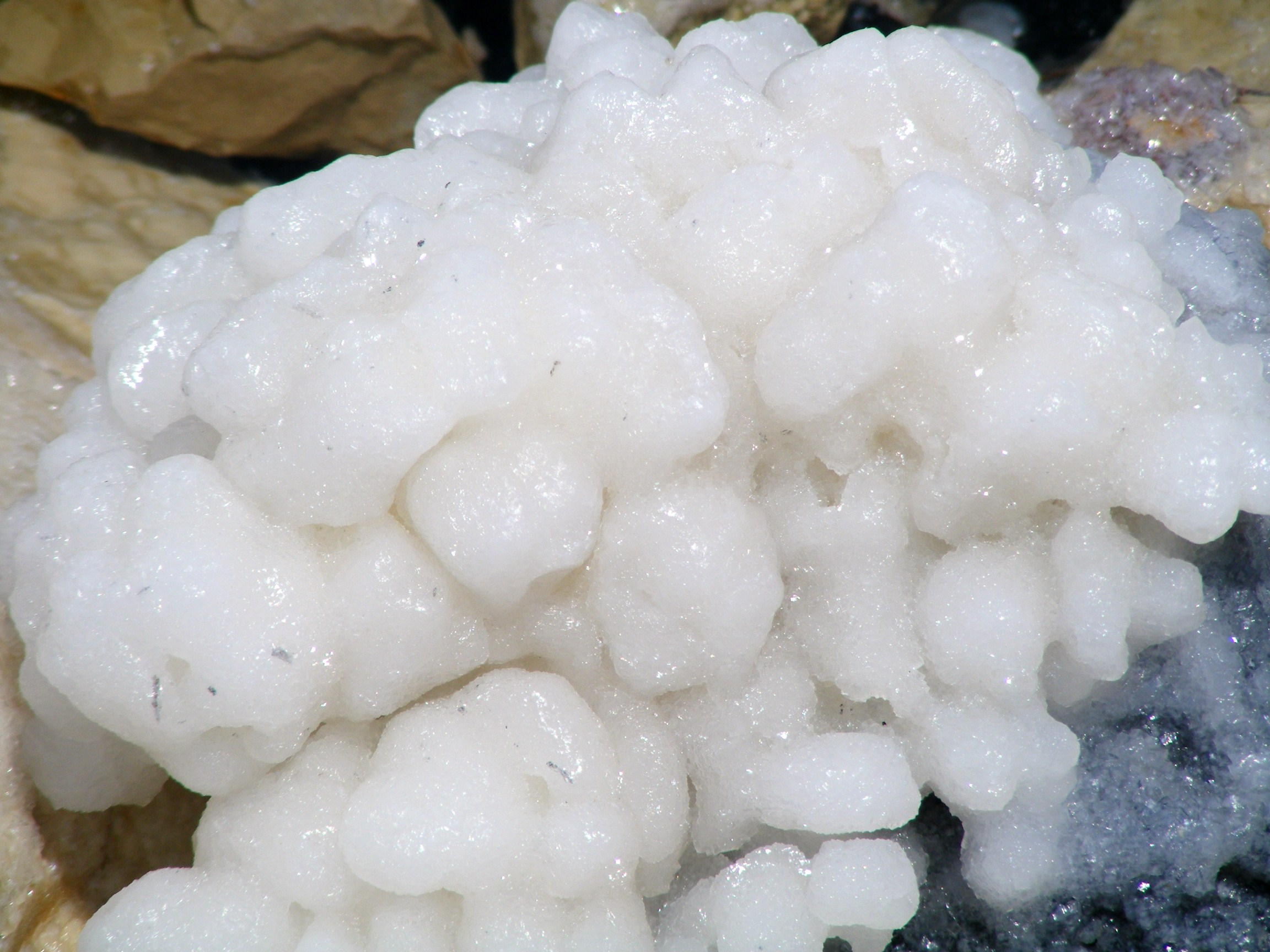
Dode Zeezout

Dode Zeezout is zout dat gevonden en gewonnen wordt bij de Dode Zee die ligt tussen Jordanië, de Westelijke Jordaanoever en Israël. Het de Dode Zee instromende water verdampt daar grotendeels en daardoor is het een depot van mineralen en sporenelementen. Het zout heeft een andere samenstelling dan dat in de oceanen: het bevat veel magnesiumchloride (53%) en kaliumchloride (37%) en relatief veel minder natriumchloride. Het wordt verwerkt in diverse cosmeticaproducten en gebruikt als badzout. 
De Dode Zee ligt aan de rand van de Judeawoestijn op de westelijke Jordaanoever, op de grens met Jordanië. Van het Dode Zeezout dat in de handel wordt gebracht wordt een deel in Jordanië gewonnen en een deel in Israël. Aan de oevers van de zee vindt men overal zout, in de vorm van zoutrotsen, zoutkristallen alsook zoutpilaren, een soort stalagmieten van zout. Veel zout slaat neer op de bodem. Terwijl het waterpeil in het zuidelijk deel van de zee door verminderde toevoer sterk zakt, zorgt de grote zoutmassa op de bodem van het noordelijk deel juist voor een stijging met zo'n 20 centimeter per jaar. Aangezien nabijgelegen hotels hierdoor worden bedreigd, heeft Israël in 2011 besloten het zout van de bodem te gaan opbaggeren.

## Oudheid
In de Hebreeuwse Bijbel staat in het verhaal over Sodom en Gomorra, plaatsen die dichtbij of zelfs in het gebied wat de huidige Dode Zee is zouden hebben gelegen, dat de vrouw van Lot, die in dit gebied woonde, in een zoutpilaar veranderde.
In de oudheid stond Dode Zeezout bekend als heilzaam. Zo maakte de Romeins-Joodse geschiedschrijver Flavius Josephus hier melding van. 